# Misumena citreoides
Misumena citreoides är en spindelart som först beskrevs av Władysław Taczanowski 1872.  Misumena citreoides ingår i släktet Misumena och familjen krabbspindlar. Inga underarter finns listade i Catalogue of Life.